# Amandinha
Amanda Lyssa de Oliveira Crisóstomo, mais conhecida como Amandinha (Fortaleza, 5 de setembro de 1994), é uma jogadora profissional de futsal, eleita 8 vezes consecutivas como a melhor jogadora de futsal do mundo. Além disso, atua pelo Torreblanca Melilla, da Espanha, e pela Seleção Brasileira de Futsal Feminino.

## História e início de carreira
Natural de Fortaleza, no Ceará, Amandinha gosta de esportes desde muito pequena. Ela acompanhava seu pai, Agnaldo Crisóstomo, e seu tio nas peladas locais e chegou a praticar modalidades como tênis de mesa, futebol e vôlei.
Amandinha começou a jogar futsal no projeto social do professor André Lima no Conjunto Ceará, bairro onde nasceu. Apesar de jogar com meninos, conseguiu rapidamente se destacar nos torneios amadores que participou e foi chamada para disputar um campeonato intercolegial. Após grande atuação na competição, recebeu uma bolsa de estudos para jogar e estudar em um colégio particular de Fortaleza.
A cearense seguiu tendo destaque no colégio até que, aos 15 anos, já atuando pela seleção de futsal feminino do Ceará, despertou o interesse do Barateiro Futsal de Brusque, Santa Catarina. Disposta a seguir jogando, se mudou da casa dos seus pais ainda na adolescência para viver na cidade catarinense em 2011.

## Trajetória profissional
A passagem de Amandinha pelo Barateiro foi repleta de títulos. A cearense venceu torneios como a Taça Brasil (2013), o Campeonato Catarinense (2012, 2015 e 2016), a Liga Nacional de Futsal (2014) e a Libertadores Feminina (2015 e 2016). Além disso, foi eleita a melhor jogadora do mundo pela primeira vez em 2014, com apenas 19 anos.
Depois de seis anos no Barateiro, Amandinha foi para as Leoas da Serra, de Lages, Santa Catarina, em 2017. Lá, seguiu empilhando títulos e conquistou os Jogos Abertos de Santa Catarina (2017), a Copa do Brasil (2017), a Copa Libertadores (2018), a Taça Brasil (2019), a Copa das Campeãs (2019) e o Mundial Interclubes (2019).
Em maio de 2020, a jogadora precisou realizar uma cirurgia para tirar um cisto do ovário, que havia provocado uma hemorragia. Durante o procedimento, foi descoberta a existência de outro cisto, que também foi retirado com sucesso.
No final de 2021, Amandinha deixou as Leoas da Serra e passou a jogar pelo Torreblanca Melilla, da Espanha, no começo de 2022, vivendo sua primeira experiência fora do futsal nacional. Ao todo, ela disputou 161 partidas, marcou 157 gols e conquistou 23 títulos pelas Leoas.

## Seleção Brasileira de Futsal Feminino
A Seleção Brasileira de Futsal Feminino é hexacampeã mundial de forma consecutiva (2010 a 2015), sagrando-se campeã em todas as edições em que o torneio foi disputado.
Amandinha é considerada uma das principais responsáveis por tal hegemonia. Convocada para a Seleção desde 2013, ela participou das campanhas que resultaram nos títulos mundiais de 2013, 2014 e 2015.
A jogadora também foi campeã da Copa América em 2017 e 2019 e do Grand Prix de 2019 pelo Brasil.

## Prêmios: melhor jogadora do mundo
A atleta brasileira tornou-se o maior nome do futsal feminino mundial, sendo eleita a melhor jogadora do mundo nos anos de 2014, 2015, 2016, 2017, 2018, 2019, 2020 e 2021. Amandinha é a recordista da categoria na premiação, que é realizada desde 2007 e já premiou outras três brasileiras: Vanessa (3), Lu Minuzzo (1) e Cilene (1).
O prêmio em questão é o Futsal Awards, concedido pelo site Futsal Planet e considerada a principal premiação da categoria.
Os ex-jogadores brasileiros Falcão e Manoel Tobias também já receberam o prêmio, 4 e 3 vezes, respectivamente.

## Curiosidades
Documentário
O Grupo Globo produziu em 2019 o documentário Carregando a Bola: A História da Melhor do Mundo no Futsal, exibido nacionalmente pelo canal SporTV.
Fisioterapia
Além de profissional do futsal, também é fisioterapeuta. Ela concluiu a graduação em fisioterapia pela Uniplac (Universidade do Planalto Catarinense) em 2018.
Patrocínio
Fato pouco comum para jogadoras de futsal, Amandinha possui desde 2022 o patrocínio de uma marca esportiva, a Joma.
Ídolos
Os principais ídolos da jogadora são Falcão e Neymar.
Estatura
Amandinha possui uma lista grande de conquistas, mas possui apenas 1,58m e calça chuteiras nº 34.